# Philorthodoxe Gesellschaft
Die Philorthodoxe Gesellschaft (griechisch: Φιλορθόδοξος Εταιρεία, transkribiert: Filorthodoxos Etaireia) war eine geheime politische und revolutionäre Organisation. Sie wurde im Juni 1839 gegründet und hatte das Ziel, die Position der östlichen orthodoxen Kirche im Königreich Griechenland zu stärken und ihre Grenzen zu erweitern. Die Organisation war direkt mit der Russischen Partei verbunden.
Die Pläne wurden im Dezember 1839 durch Verrat aufgedeckt, bevor sie ausgeführt werden konnten. Die Entdeckung trug zur Entlassung des griechischen Innenministers Georgios Glarakis und des Ökumenischen Patriarchen von Konstantinopel Gregor VI. bei.

## Hintergrund
Die ersten politischen Parteien im neu entstehenden griechischen Staat nach dem Griechischen Unabhängigkeitskrieg konzentrierten sich auf die Gunst einer der drei Großmächte – Frankreich, Großbritannien und Russland. Die Russische Partei hatte ihre Anhängerschaft in Spetses, dem zentralen Peloponnes und Phokis. Ähnlich wie die Französische und die Englische Partei unterstützte sie das irredentistische Konzept der Megali Idea, wonach alle Gebiete mit hohem Anteil griechischer Bevölkerungsanteil dem griechischen Staat angegliedert werden sollten. Die Anhänger der Russischen Partei (oder „Napaioi“) glaubten, dass das orthodoxe Christentum direkt mit der griechischen Nationalidentität verbunden sei, und betrachteten den Ökumenischen Patriarchen von Konstantinopel als faktischen Anführer des griechischen nationalen Befreiungskampfes. Sie glaubten auch, dass eine russische Intervention letztlich zum Zusammenbruch des Osmanischen Reiches und zur Schaffung eines mächtigen griechischen Staates unter der Herrschaft eines orthodoxen Königs führen würde.
König Otto, ein gläubiger Katholik, regierte das Königreich Griechenland seit 1832. 1833 erlangte die Kirche Griechenlands ihre Unabhängigkeit vom osmanischen Patriarchat. Die Kontrolle über die Kirche Griechenlands oblag dem Heiligen Synod, der wiederum Otto den Eid ablegte. Die Herrschaft eines katholischen Königs über ein orthodoxes Land und die Trennung vom Patriarchat wurde als schädlich für die Interessen des russischen Staates angesehen, der seinen Einfluss über das Patriarchat ausübte. 1838 traf Georgios Kapodistrias in Athen ein, um den Besitz seines ermordeten älteren Bruders Ioannis, des ersten Gouverneurs Griechenlands, einzufordern. Die Russische Partei an der Spitze der griechischen Regierung wollte das Ansehen, das Kapodistrias’ Name in der griechischen Gesellschaft genoss, für ihre Ziele nutzen. Kapodistrias’ Ankunft gab den Anstoß zur Entstehung der Verschwörung.

## Unternehmen
Die Philorthodoxe Gesellschaft wurde im Juni 1839 von Nikitas Stamatelopoulos und Georgios Kapodistrias gegründet. Zu ihren Zielen gehörte die Eingliederung der osmanisch kontrollierten Gebiete Thessalien, Makedonien und Epirus in den griechischen Staat. Zu diesem Zweck wurden in den genannten Regionen anonyme Flugblätter verteilt, die zum Aufstand aufriefen. Sie strebte außerdem die Stärkung des orthodoxen Christentums und die Ersetzung König Ottos durch einen orthodoxen Herrscher an. Der religiöse Aspekt der Verschwörung war der dominierende und vereinte eine ansonsten heterodoxe Gruppe von Menschen. Sie strebte außerdem das Verbot aller amerikanischen Religionsschulen und von protestantischen Missionen gedruckter Bücher an.
Während Stamatelopoulos und Kapodistrias offiziell die militärischen und politischen Aspekte der Gesellschaft kontrollierten, lag die De-facto-Führung bei Innenminister Georgios Glarakis und Gennaios Kolokotronis. Weitere namhafte Persönlichkeiten, die in die Verschwörung verwickelt waren, waren der Geistliche Konstantinos Oikonomos, Theodoros Kolokotronis, Michael Soutzos, Andreas Metaxas, Admiral Georgios Androutsos und der Politiker Nikolaos Renieris. Die Aufnahme in die Gesellschaft erfolgte vor einer Ikone der Heiligen Dreifaltigkeit durch eine Reihe von Fragen und Antworten, die mit einem Eid endeten.
Im Dezember 1839 beschlossen die Mitglieder der Philorthodoxen Gesellschaft, ihre Pläne in die Tat umzusetzen, da Gerüchte über einen Angriff der russischen Armee auf Konstantinopel kursierten. Die Verschwörer trafen sich im Haus eines Sekretärs der russischen Botschaft in Lelis. Sie beschlossen, Otto am 1. Januar 1840 während der Neujahrsliturgie zu verhaften und ihn zu zwingen, entweder zum orthodoxen Glauben zu konvertieren oder abzudanken. Kurz nach der Entscheidung zur Tat übergab einer der Verschwörer, Emmanouil Pappas, die Dokumente, die die Existenz der Verschwörung enthüllten, an Tsamis Karatasos. Karatasos wiederum übergab die Dokumente dem König, der eine Untersuchung der Angelegenheit anordnete. Pappas hatte beschlossen, das Komplott zu verraten, nachdem ihm ein hoher Rang innerhalb der Organisation verweigert worden war. Nachdem die griechischen Behörden am 23. Dezember weitere Beweise gesammelt hatten, verhafteten sie Kapodistrias, Stamatelopoulos und Renieris.

## Folgen
Am 11. Juli 1840 begann der Prozess gegen die Verschwörer. Die meisten Angeklagten wurden frühzeitig freigesprochen, mit Ausnahme von Kapodistrias und Stamatelopoulos. Die Richter akzeptierten das Argument, dass Kapodistrias und Stamatelopoulos sich aus eigenem Antrieb zu Anführern der Philorthodoxen Gesellschaft erklärt hatten und die Gründung der Geheimgesellschaft noch nicht abgeschlossen war. Sie konnten daher nicht wegen der Gründung einer kriminellen Vereinigung verfolgt werden und wurden anschließend freigesprochen.
Während Otto die Verschwörung als erhebliche Bedrohung für diese Herrschaft ansah, versuchte Justizminister Andronikos Paikos sie gegenüber ausländischen Diplomaten als unbedeutendes Ereignis darzustellen, das von einer kleinen Gruppe Radikaler verursacht worden sei. So sollte in den Beziehungen zwischen Griechenland und den Großmächten das empfindliche Gleichgewicht der Neutralität gewahrt werden. Andererseits arbeiteten Mitglieder der Englischen und Französischen Partei mit den jeweiligen Botschaften Großbritanniens und Frankreichs zusammen, um die Russische Partei zu schwächen, indem sie das Ausmaß der Verschwörung maßlos übertrieben. Dies geschah, indem die religiösen Aspekte der Organisation ignoriert und gleichzeitig ihr irredentistischer Charakter betont wurden. Ottos Reaktion beschränkte sich darauf, Innenminister Georgios Glarakis durch Nikolaos Theocharis zu ersetzen. Er weigerte sich, Russland öffentlich in die Affäre zu verwickeln oder russische Parteimitglieder von der politischen Bühne zu entfernen. Dies hätte seine Unbeliebtheit offenbart und in Russland Feindseligkeiten hervorgerufen.
Die Entdeckung eines Briefes von Georgios Kapodistrias an den Ökumenischen Patriarchen von Konstantinopel, Gregor VI., versetzte die britischen Behörden in große Unruhe. Sie glaubten, dass Mitglieder der Verschwörung in die von Großbritannien kontrollierten Vereinigten Staaten der Ionischen Inseln eingedrungen waren und planten, deren Regierung zu stürzen. Gregor VI. hatte den Einfluss lutherisch-calvinistischer Missionare auf die Bürger des Landes und die dort vorgenommenen Änderungen des Familienrechts scharf kritisiert. Die Briten verbannten mutmaßliche Mitglieder der Verschwörung in Klöster und auf verlassene Inseln, brachen die Kommunikation mit Griechenland ab und verhängten eine Postzensur. Gregor VI. wurde schließlich aufgrund des Drucks britischer Diplomaten von den Osmanen seines Amtes enthoben. Der Skandal um die Philorthodoxe Gesellschaft heizte Gerüchte an, der griechische Staat würde den Balkan destabilisieren und den Außenhandel schädigen. Otto wurde gezwungen, öffentlich eine irredentistische Politik zu vertreten, um private Initiativen zu unterbinden, die zu seiner Entthronung führen könnten. Nach der Aufdeckung des Komplotts verstärkte das Osmanische Reich seine Garnisonen in Thessalien.